# Rhamnus hintonii
Rhamnus hintonii är en brakvedsväxtart som beskrevs av Marshall Conring Johnston och L.A. Johnston. Rhamnus hintonii ingår i släktet getaplar, och familjen brakvedsväxter. Inga underarter finns listade i Catalogue of Life.